# Burgunderstraße
Die Burgunderstraße (auch Ulmer-, Heer- oder Weinstraße genannt) war eine Abzweigung des europäischen Fernhandelswegs Via Imperii, der wichtigsten Reichsstraße zwischen Nürnberg und Mailand. Seinen Namen hatte die Straße von einer Gruppe von Weinreben, dem Burgunder.
Sie gehört zu den Jakobswegen in Deutschland (Nürnberg-Konstanz) und ist die Fortführung einer in Gunzenhausen endenden Römerstraße nach Nürnberg.